# 练月琴
练月琴（1971年9月—），江苏金坛人。女。中国共产党党员、江苏省地方官员，現為全國人大代表、中共江蘇省委台灣工作辦公室主任、江蘇省人民政府台灣事務辦公室主任。曾是南京师范大学政教系思想政治教育管理专业毕业，中共中央党校政治学专业在职研究生学历。
1989年9月，在南京师范大学政教系思想政治教育管理专业学习。1993年1月，加入中国共产党。同年7月毕业，8月参加工作，担任金坛市委党校教师一职，曾任金坛市经济体制改革委员会办公室主任助理。1995年4月，任共青团金坛市委副书记。1997年7月，任共青团金坛市委书记。1999年5月，任共青团常州市委副书记。2001年7月，任共青团常州市委书记。2003年4月，任共青团江苏省委副书记。2006年7月，任中共徐州市委常委、组织部部长。2008年4月，任共青团江苏省委书记。2011年8月，任中共淮安市委副书记（正厅级）。2017年4月，任中共江苏省委统战部副部长。2018年3月，任中共江苏省委台办、省政府台办主任。